# Караагач (дем Марония-Шапчи)
Вижте пояснителната страница за други значения на Караагач.
Караагач, още Караач или Караачкьой (на гръцки: Διώνη, Диони), е село в Западна Тракия, Гърция. Селото е част от дем Марония-Шапчи.

## География
Селото е разположено на 20 километра югоизточно от Гюмюрджина (Комотини) и на 3 километра южно от Чадърли (Стрими).

## История
В XIX век Караагач е българско село в Гюмюрджинска кааза в Одринския вилает на Османската империя. Според „Етнография на вилаетите Адрианопол, Монастир и Салоника“, издадена в Константинопол в 1878 година и отразяваща статистиката на населението от 1873 година, Кара ач (Kara atch) има 60 домакинства и 287 жители българи.
В 1890-те години част от българското население на селото, начело с първенците Коста Янколу, Димо Панайотов, Панайот Димо, Иванчето Недялков, Костанката, Хаджи Георги и Васил Кекедимитров и други, приема върховенството на Българската екзархия. Първият учител в селото е Вълчо Василев от Чадърли, а свещеник е Тодор Маринов. Към 1904 година Тойчо Тончев – Онбашията е член на местния комитет на ВМОРО.
| Църковно-училищни и революционни дейци | Църковно-училищни и революционни дейци |
| Име                                    | Бележка                                |
| -------------------------------------- | -------------------------------------- |
| 1. Тодор Маринов                       | свещеник                               |
| 2. Стамат Костов                       | учител                                 |
| 3. Коста Янкоглу                       |                                        |
| 4. Янко Костов Янкоглу                 |                                        |
| 5. Димо Кьосето                        |                                        |
| 6. Тойчо Онбашията                     |                                        |
| 7. Коста Жисов                         |                                        |
| 8. Станко Далангие                     |                                        |
| 9. Неделчо Иванчев                     |                                        |
| 10. Величко Иванов                     |                                        |
| 11. Марко Зънданов                     |                                        |
| 12. Мавродия Челиев                    |                                        |
| 13. Тодор Радев                        |                                        |
| 14. Гино Николов                       |                                        |
| 15. Иван Зафиров                       |                                        |
| 16. Стойката Михалев Карапавлев        |                                        |
| 17. Краю Пастарманджиев                |                                        |
| 18. Митрата                            |                                        |
| 19. Хаджи Георги                       | брат на Митрата                        |
| 20. Слав Челиев                        |                                        |

Според статистиката на професор Любомир Милетич в 1912 година в селото живеят 100 български екзархийски семейства.
При избухването на Балканската война в 1912 година 1 човек от Караагач е доброволец в Македоно-одринското опълчение.

## Личности
Родени в Караагач
- Димо Бояджиев, български революционер, дедеагачки войвода през лятото на 1923 година.[7]
- Димо Петков Димов, български военен деец, поручик, завършил с двадесет и седмия випуск Солунската българска мъжка гимназия,[8], загинал през Първата световна война[9]
- Коста Вълчев, македоно-одрински опълченец, 1-ва рота на 11-а сярска дружина[10]
- Милуш Канев Костов, български военен деец, подофицер, загинал през Втората световна война[11]